# Comedy Central (Espanha)
Comedy Central é um canal de televisão privado espanhol, de propriedade da Viacom. Seu conteúdo centra-se em séries de humor. 

## História
Paramount Comedy começou a ser exibido em março de 1999. Originalmente, compartilhou a ligação com o canal Nickelodeon, mas em fevereiro de 2005 eles se separaram. As emissões de comédias (canal espanhol e internacional), um filme do mesmo gênero e de programação de fundos próprios em quadrinhos espanhol. 
No cronograma original, o programa enfatiza News Comic, um programa cujos jogadores monólogos também excursionou cinemas desde 2001. Alguns desses quadrinhos são Joaquin Reyes, Eva Hache, Flipy, Alejandro Clavijo Carlos Angelini, Belén Rubio, Ernesto Sevilla, Diego Wainstein, Micky McPhantom, Juan Diego Martín, Raúl Tops, Carlos Ramos, Inácio Farray, Dom Mauro, Carlos Areces, Ricardo Castella, Alex O'Dogherty, Julian Lee, Dani Mateo, Sandra Marchena, David Broncano, Velilla Valbuena, Ángel Martín, Iñaki Urrutia, Pepón Fuentes, Juan Solo, Angel Macias, Agustin Jimenez Dani Rovira. 
Outros programas foram carregados a partir dele, apresentado pelos comediantes que começou sua carreira em Nova Comédias: o programa de esquetes La Hora chanante, tarde da noite a noite sem trégua (com Carlos Clavijo como diretor na primeira fase) e, agora, apenas o rosto de perigo, nada a perder e até mesmo concursos como Smonka!.